# Brycinus carolinae
Brycinus carolinae es una especie de peces de la familia Alestiidae en el orden de los Characiformes.

## Morfología
Los machos pueden llegar alcanzar los 10,4 cm de longitud total.

## Hábitat
Es un pez de agua dulce y de clima tropical.  

## Distribución geográfica
Se encuentran en África: río Niandan (afluente del río Níger en Guinea ).